# آربن (آیداهو)
آربن (به انگلیسی: Arbon) یک منطقهٔ مسکونی در ایالات متحده آمریکا است که در شهرستان پاور، آیداهو واقع شده‌است. آربن ۱٬۵۷۷٫۹۷ متر بالاتر از سطح دریا واقع شده‌است.